# Никонов, Пётр Борисович
Пётр Борисович Никонов — русский генерал-моряк, участник русско-турецкой войны 1828—1829 гг.

## Биография
Военную службу начал в Черноморском флоте с 1813 г. гардемарином; в 1819 г. был произведён в мичманы, в 1826 — в лейтенанты. В этом и следующем году Никонов, командуя транспортом «Св. Пётр», входившим в состав Дунайской флотилии, плавал между Херсонесом и Измаилом, а в 1828 г. командовал яхтой «Твёрдая». В 1829 г. состоял адъютантом при главном командире Черноморского флота, на корабле «Париж» крейсировал с флотом в Чёрном море, а затем, находясь на корабле «Св. Иоанн Златоуст», принимал участие в сражении при взятии «Мидии», за что был награждён орденом св. Анны 3-й степени.
В 1834 году Никонов был произведён в капитан-лейтенанты, но в 1840 году за жестокое обращение с подчинёнными был подвергнут строгому взысканию, причём «впредь ему повелено служить за мичмана», и он был отправлен в Дунайскую флотилию при крепости Измаил.
Всемилостивейше прощённый 25 мая 1842 года, Никонов в декабре того же года был назначен членом Кораблестроительного учебного комитета в Николаеве, где прослужил до 1857 года, когда с чином генерал-майора вышел в отставку.

## Награды
26 ноября 1847 года награждён орденом св. Георгия 4-й степени (№ 7788 по списку Григоровича — Степанова).

## Семья
- дочь от первого брака: Иулия Петровна Никонова (род. 27.04.1831);

Во втором браке Пётр Борисович Никонов был женат на представительнице обрусевшей ветви греческого рода Маврокордато — Ангелике Михайловне ур. Маврокордато с которой имел четверых детей:
- сын: Михаил Петрович Никонов (род. 4.11.1840 — 27.09.1903, Санкт-Петербург) — выпускник Николаевского инженерного училища, коллежский секретарь, чиновник Департамента Гражданской отчётности;

- внук: Михаил Михайлович Никонов (26.01.1878 — 24.04.1955, Загреб, Югославия) — выпускник Николаевского кадетского корпус и Павловского военного училища. Участник Первой мировой и Гражданской войн в России. В 1919 году в Вооруженных силах Юга России — полковник, командир роты своего полка в составе Сводно-гвардейского полка. В эмиграции с 1020 года в Югославии;
- внук: Николай Михайлович Никонов (1.11.1883 — 20.10.1924, Загреб, Югославия) — полковник лейб-гвардии Сапёрного батальона, Участник Первой мировой и Гражданской войн в России (Отдельная гвардейская инженерная рота Вооружённых сил Юга России). В эмиграции с 1020 года в Югославии;
- внучка: Ольга Михайловна Кирикова — Отт (до 1890—1939, Ленинград). Во втором браке была замужем за лейб-акушером Двора Его Императорского Величества, профессором Дмитрием Оскаровичем Оттом. После смерти мужа подвергалась репрессиям;

- сын: Борис Петрович Никонов (род. 23.01.1842);
- сын: Константин Петрович Никонов (14.04.1844 — 10.05.1915, Санкт-Петербург) — российский адмирал, начальник морской обороны Балтийского моря, военный губернатор Кронштадта;
- дочь: Елена Петровна Никонова (род. 11.11.1845);

Брат: Николай Борисович Никонов (6.06.1797 — 11.05.1880, Санкт-Петербург) — русский адмирал, участник русско-турецкой войны 1828—1829 годов.